# Madhhab
Madhhab, [ˈmaðhab] (arabisch مذهب, DMG maḏhab, Plural: madhāhib مذاهب / maḏāhib, [maˈðaːhɪb]), bezeichnet im Bereich des Islams eine Lehrrichtung in der Rechtsnormenlehre (Fiqh), die sich sowohl durch bestimmte Prinzipien der Normenfindung (Usūl al-fiqh) als auch durch besondere Einzelregelungen (furūʿ) auszeichnet. Der Begriff wird häufig mit „Rechtsschule“ übersetzt.

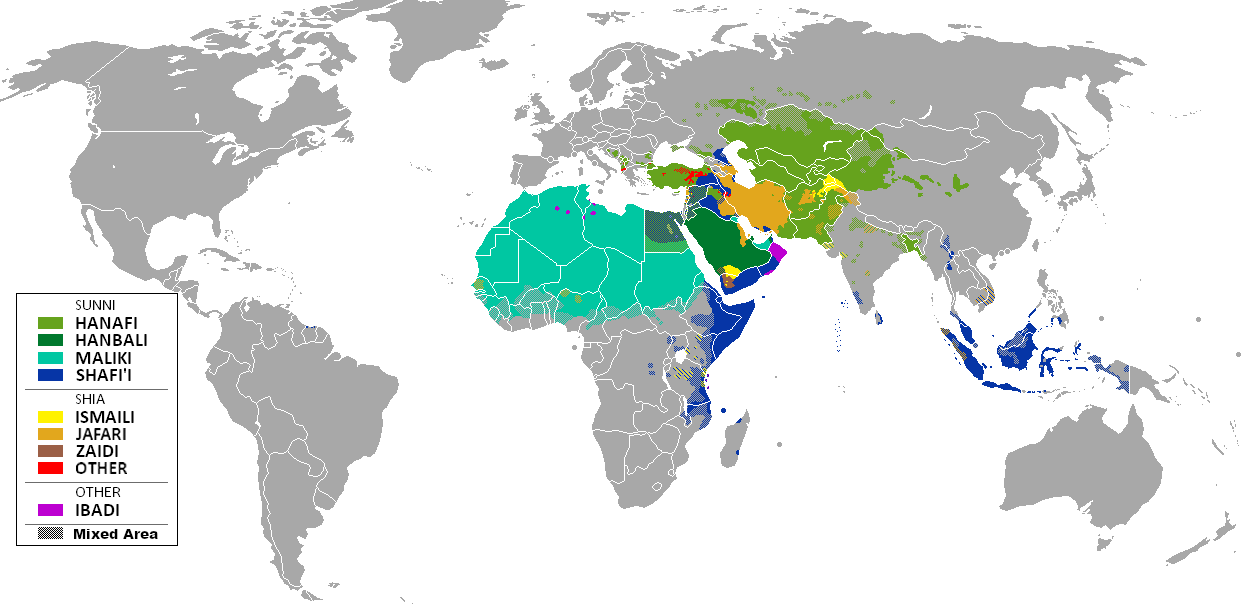
Traditionelle Mehrheitsgebiete der acht islamischen „Rechtsschulen“ sowie anderer islamischer Richtungen

## Heutige Situation
Heute besteht die Tendenz, allgemein acht madhāhib als rechtmäßig anzuerkennen:
- vier sunnitische, nämlich  Hanafīya, Mālikiya, Schāfiʿīya und Hanbalīya,
- zwei schiitische, nämlich Dschaʿfarīya und Zaidīya
- die Ibādīya und
- die Zāhirīya

Sowohl individuelle Gläubige als auch ganze Staaten können sich an einem bestimmten Madhhab orientieren. Der ḥanafitische Madhhab ist vor allem in Südasien, Zentralasien und in der Türkei verbreitet, der mālikitische im Maghreb und in Westafrika, der schāfiʿitische in Ägypten, Syrien, Jemen, Südostasien und an den Küsten des Indischen Ozeans, der ḥanbalitische in Saudi-Arabien. Die Dschaʿfarīya gilt als die Rechtsschule der Zwölfer-Schiiten und ist entsprechend an deren Verbreitungsgebiete gekoppelt. Die Zaidīya ist allein im nördlichen Jemen verbreitet. Die Ibādīya ist der Staats-Madhhab in Oman und hat außerdem Anhänger in verschiedenen Ländern Nordafrikas. Die Zāhirīya hat keine regionale Basis mehr, ihre Lehren sind jedoch durch überlieferte Texte erschließbar.
Die Notwendigkeit der Befolgung eines Madhhab wird von den muslimischen Gelehrten unterschiedlich beurteilt und hängt mit der jeweiligen Einstellung gegenüber den Prinzipien Taqlid und Idschtihad zusammen. Einige islamische Strömungen wie die Ahl-i Hadīth und die Salafīya lehnen das Festhalten an einem Madhhab als unrechtmäßige Neuerung vollständig ab und fordern, dass man sich allein an Koran und Sunna ausrichten dürfe.

## Unterschiede beim rituellen Gebet

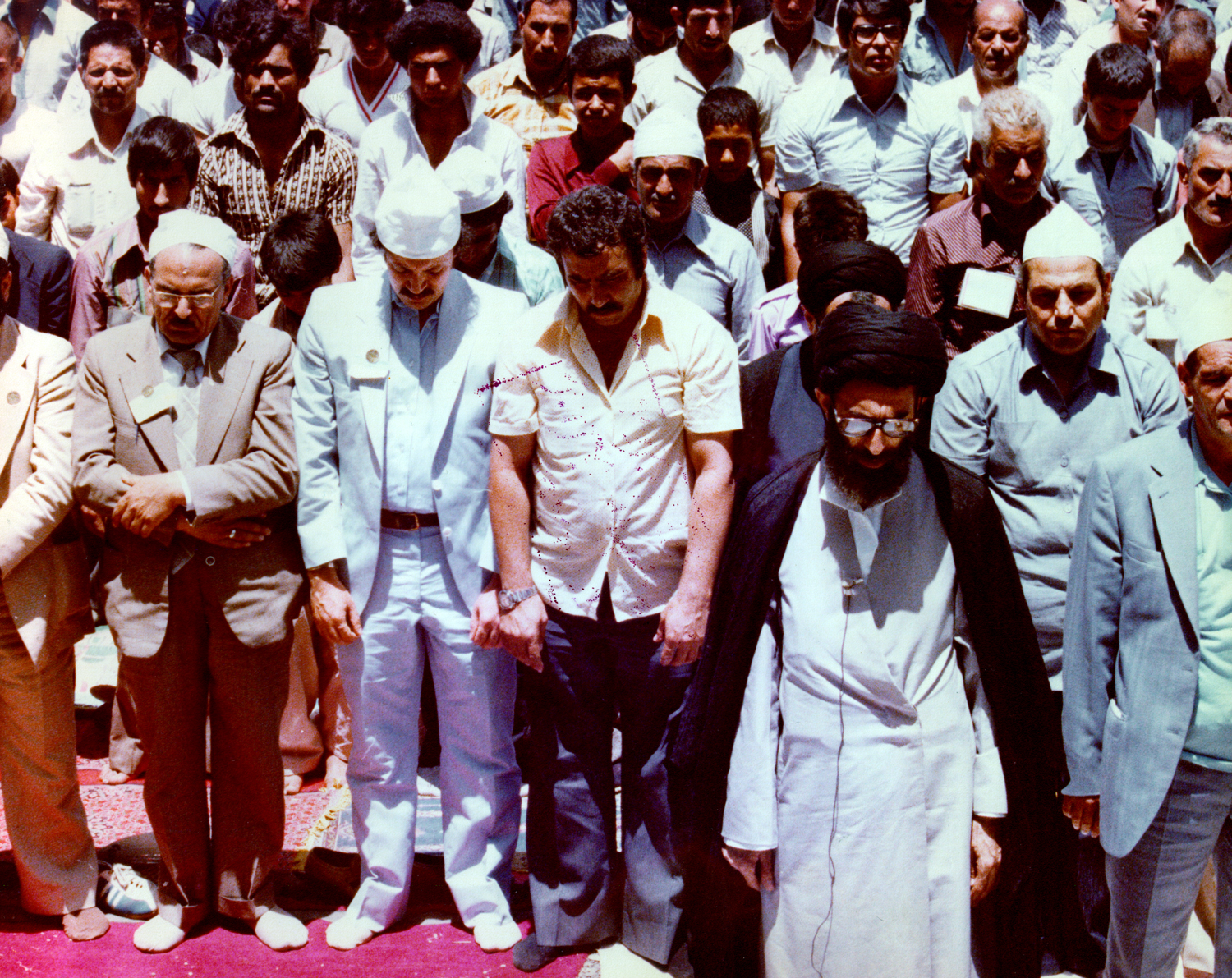
Freitagsgebet in Teheran. Hier ist die unterschiedliche Position beider Arme beim Gebet gut sichtbar. Während der Mann auf der linken Seite Qabd praktiziert, praktizieren die anderen Sadl.

Unterschiede zwischen den verschiedenen Madhāhib bestehen sowohl im Bereich der Usūl al-fiqh, als auch im Bereich der praktischen Bestimmungen. Insbesondere zeigen sie sich aber beim rituellen Gebet. Wichtig waren und sind zum Teil noch die Differenzen bei der Gebetszeitenbestimmung. So ist beispielsweise nach Auffassung der Schafiiten, Malikiten und Hanbaliten der beste Zeitpunkt für das Morgengebet das Morgengrauen (ġalas), wenn die erste Helligkeit am Horizont erscheint. Hanafiten bevorzugen dagegen für dieses Gebet einen etwas späteren Zeitpunkt, nämlich die Zeit der Morgenröte (isfār). Gestritten wurde auch über den sogenannten Qunūt, ein spezielles Bittgebet um göttliche Gnade und Rechtleitung, und die Frage, ob er beim Morgengebet Pflicht ist. Während Schafiiten und Malikiten dies bejahen, meinen Hanafiten und Hanbaliten, dass er abrogiert sei, und lehnen ihn ab. Ein weiterer Streitpunkt ist die Frage, ob die Basmala am Anfang der Fātiha laut gelesen werden muss oder nicht. Während Hanafiten und Hanbaliten dies ablehnen, wird die laute Lesung von Schafiiten befürwortet. Malikiten lassen sie ganz weg. Unterschiedliche Auffassungen existieren auch hinsichtlich der Handhaltungen in der stehenden Position (qiyām) beim Gebet. Während nämlich nach Auffassung der Hanafiten, Schafiiten und Hanbaliten der Betende in dieser Position die Arme vor den Körper legen soll, wobei die rechte Hand stets über die linken Hand zu legen ist, lassen die Schiiten der dschaʿfaritischen und der zaiditischen Richtung, die Ibaditen und die Mehrheit der Malikiten die Hände nach unten hängen. Erstere Handhaltung wird Qabd genannt, letztere Sadl oder Irsāl.
Unterschiede gibt es auch bei den Dingen, die dem Gebet vorausgehen, dem Gebetsruf und der rituellen Reinigung. Die Schiiten fügen sowohl beim Adhān als auch bei der Iqāma die beiden Formeln Ašhadu anna ʿAlīyan walīyu Llāh („Ich bezeuge, dass Ali der Statthalter Gottes ist“) und Ḥaiya ʿala ḫayri l-ʿamal („Eilt zur besten Handlung“) ein, während die sunnitischen Lehrrichtungen diese Formeln ablehnen. Schafiiten, Hanbaliten und Mālikiten rezitieren bei der Iqāma den Takbīr nur zwei Mal und die Schahāda ein Mal, während die Hanafiten und die Schiiten die Anzahl dieser Formeln wie beim Adhān verdoppeln.
Was die rituelle Reinigung vor dem Gebet anlangt, so ist es nach Auffassung der vier sunnitischen Lehrrichtungen unter bestimmten Voraussetzungen zulässig, anstelle des Waschens der Füße die Schuhe zu überstreichen, während die dschaʿfaritische Lehrrichtung diese Praktik ablehnt. Nach Auffassung der Schafiiten erfordert die rituelle Reinigung eine eigene Absichtserklärung, während die Hanafiten diese nicht für notwendig halten.
Umstritten sind auch die Tarāwīh-Gebete. Während die sunnitischen Lehrrichtungen sie befürworten, werden sie von den schiitischen Madhāhib abgelehnt.

## Geschichte

### Herausbildung der verschiedenen Schulen
In den frühen Jahren des Islams bildeten sich örtliche Schulen der Normenlehre heraus, so zum Beispiel in Medina, Mekka, Kufa, Basra und Damaskus – letztere ist nach ihrem wichtigsten Vertreter, al-Auzāʿī, auch als Auzāʿīya bekannt. Sie war die von den Umayyaden favorisierte Schule, wurde aber später von anderen Lehrrichtungen verdrängt. Aus der Schule von Medina formten sich die Malikiten, aus den irakischen Schulen entwickelte sich die der Hanafiten. Im 9. Jahrhundert  entstanden dann verschiedene Schulen um einen Gründer, darunter die Schāfiʿīya, die Hanbalīya, die Zāhirīya und die von Ibn Dscharīr at-Tabarī (st. 923) begründete Dscharīrīya.
Die verschiedenen Schulen traten schon früh in scharfe Konkurrenz zueinander und betrieben Werbung in eigener Sache. Zur Herausstellung der Überlegenheit des eigenen Madhhabs kolportierten Gelehrte Berichte darüber, dass der Prophet Mohammed oder eine andere angesehene Persönlichkeit einem Mann die Vorzüglichkeit des betreffenden Madhhabs im Traum bestätigt hatte. Berichte über Begegnungen mit al-Chidr wurden zur Werbung verwendet.
Auf schiitischer Seite entwickelte im 10. Jahrhundert al-Qādī an-Nuʿmān eine eigene ismailitische Schule des Fiqh. Ein Jahrhundert später stellten sich auch bei Imamiten und Zaiditen eigene Richtungen der Normenlehre ein.
Auzāʿīya und Dscharīrīya verloren schnell an Bedeutung. Die Zāhirīya erlebte Anfang des 11. Jahrhunderts mit dem Wirken des andalusischen Gelehrten Ibn Hazm eine Blütezeit und wurde Ende des 12. Jahrhunderts kurzzeitig zum Staatsmadhhab im Almohadenreich. Abū Yūsuf Yaʿqūb (1184–99) bekannte sich öffentlich zu dieser Lehrrichtung und begann, die dort verbreitete mālikitische Richtung zu bekämpfen. Nach Berichten zeitgenössischer Autoren ließ Abū Yūsuf sogar die Bücher der Mālikiten verbrennen. Mit der religionspolitischen Wende unter Idris I. al-Ma'mun um 1229 wurde aber auch die Rückkehr zur mālikitischen Lehre proklamiert.

### Das Vier-Madhhab-System

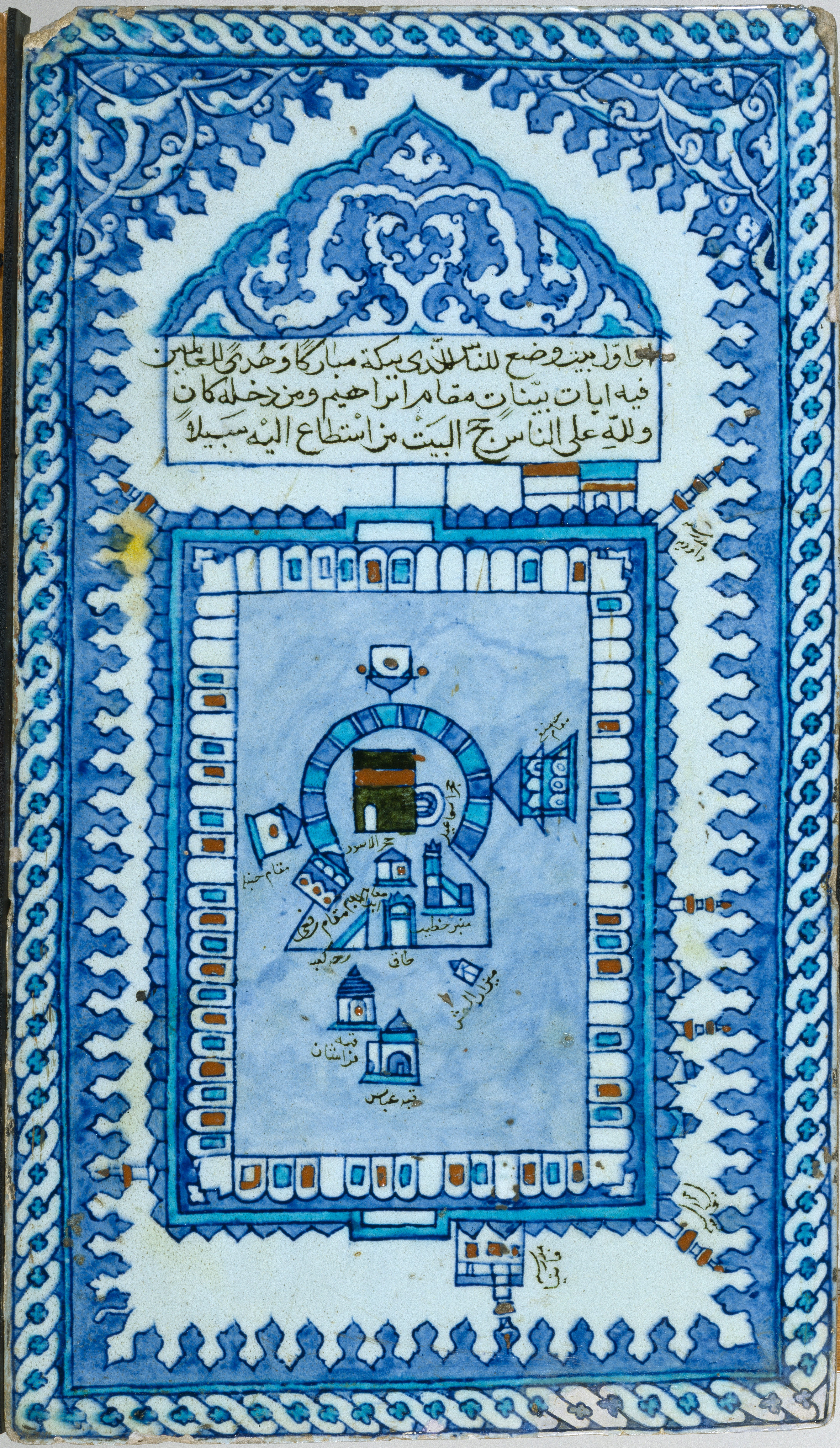
Der Platz der Heiligen Moschee mit den Maqām-Pavillons der Imame der vier sunnitischen Madhāhib auf einer osmanischen Zierkachel des 17. Jahrhunderts. Rechts der besonders groß ausgebaute Maqām der Hanafiten.

In der politischen Sphäre des abbasidischen Kalifates kam um die Mitte des 12. Jahrhunderts die Auffassung zum Tragen, dass es in der sunnitischen Normenlehre nur vier anerkannte Lehrrichtungen gibt. Hierzu gehörte der mālikitische Madhhab, dem vor allem die Muslime im Maghreb anhingen, der ḥanafitische Madhhab, der vor allem bei den Türken beliebt war, der schafiitische Madhhab, der in Ägypten, Syrien, Iran, im Jemen und an den Küsten des Indischen Ozeans vorherrschend war, sowie der hanbalitische Madhhab, der im Irak viele Anhänger hatte. Ein Vordenker dieser Vier-Madhhab-Idee war der Hanbalit Ibn al-Hubaira, der im Dienst der abbasidischen Kalifen al-Muqtafi und al-Mustandschid stand.
Die Durchsetzung des Vier-Madhhab-Systems lässt sich am besten an der Organisation des Gemeinschaftsgebetes in der Heiligen Moschee von Mekka erkennen. Ende des 12. Jahrhunderts war der zentrale Platz rund um die Kaaba in vier Zonen eingeteilt, innerhalb derer die Anhänger der verschiedenen Madhāhib das rituelle Gebet in getrennten Gruppen nebeneinander verrichteten. Die Standorte der jeweiligen Vorbeter waren durch mehr oder weniger große Vorrichtungen gekennzeichnet, die im Kreis um die Kaaba angeordnet waren. Nach einer festgelegten Ordnung beteten die verschiedenen Gebetsgruppen (dschamāʿāt) in einer bestimmten Reihenfolge nacheinander, beim Abendgebet auch gleichzeitig. Diese Organisation des Gemeinschaftsgebetes ist in dem Reisebericht des Ibn Dschubair zum ersten Mal beschrieben und wurde bis zum frühen 20. Jahrhundert beibehalten. Die Standplätze der Vorbeter wurden in der mamlukischen Zeit zu Pavillons ausgebaut und Maqām genannt.
Der abbasidische Kalif al-Mustanṣir (reg. 1226–42) gründete 1234 mit der Mustansiriyya in Bagdad die erste Madrasa, in der alle vier sunnitischen Lehrrichtungen berücksichtigt waren. Derartige Vier-Madhhab-Madrasas wurden später auch an anderen Orten errichtet. Ein Beispiel ist die 1284/85 errichtete Madrasa im Grabkomplex des Qalawun in Kairo. Im Mamlukenreich erhielten ab 1265 alle vier sunnitischen Lehrrichtungen auch einen eigenen Oberkadi. Damit wurde dort das Vier-Madhhab-System zugleich im staatlichen Rechtssystem verankert.

### Indische Madhhab-Auseinandersetzungen im 19. Jahrhundert
Im 19. Jahrhundert entstanden in Britisch-Indien mehrere Bewegungen, die die Unterwerfung unter die Regeln eines Madhhabs ablehnten. Hierzu gehörten insbesondere die Tariqa-yi muhammadiya und die Ahl-i Hadīth. Die traditionalistischen Gelehrten, die der hanafitischen Lehrrichtung angehörten, beschimpften diese reformorientierten Muslime als „Leute ohne Madhhab“ (lā-madhhabī) und sprachen ihnen die Zugehörigkeit zum Islam ab. Ihrer Auffassung nach war jeder Gläubige dazu angehalten, sich der Autorität eines Gelehrten zu unterwerfen und hierzu gehörte auch die Anerkennung der Madhhab-Traditionen. Die reformorientierten Muslime, die das Madhhab-Konzept ablehnten, verteidigten sich damit, dass es die Aufteilung der Muslime in Lehrrichtungen zur Zeit des Propheten noch nicht gegeben habe und Koran und Hadithe keinen Hinweis darauf hielten, dass Taqlīd gegenüber einem Madhhab notwendig sei. Ende des 19. Jahrhunderts fanden in Indien viele öffentliche Diskussionen zwischen muslimischen Gelehrten zu dieser Frage statt, teilweise unter Leitung nicht-muslimischer Schiedsrichter. Ein besonders heftiger Kritiker der „Leute ohne Madhhab“ war der Gelehrte Muhammad Naimuddin (1832–1908), der 1894 ein eigenes Werk über sie verfasste und darin zur Befolgung der hanafitischen Rechtsschule aufrief.
Parallel dazu fand gegen Ende des 19. Jahrhunderts noch eine andere Entwicklung statt. Im Reformislam wurde die teilweise Überwindung der Rechtsschulen durchgesetzt, wozu bei der Ausarbeitung des „kodifizierten Rechts“ die Übernahme von Rechtssätzen aus verschiedenen Schulen, sowie die individuelle Meinungsbildung als legitim erklärt wurde.

### Die Erweiterung zum Acht-Madhhab-System
Schon im 18. Jahrhundert gab es Tendenzen, die Zwölfer-Schia in das Madhhab-System zu integrieren. Nadir Schah, der über ein Reich regierte, dessen Bevölkerung  gemischt schiitisch-sunnitisch war, forderte von der osmanischen Regierung als dem Repräsentanten des sunnitischen Islams, die Zwölfer-Schia in ihrer neuen Form als dschaʿfaritische Schule anzuerkennen und dies durch den Bau eines fünften Gebetsplatzes an der Kaaba deutlich zu machen. Der Plan scheiterte allerdings. 1959 wurde aber die dschaʿfaritische Schule von der Azhar-Universität, einer der angesehensten Bildungsinstitutionen des sunnitischen Islams, für rechtgläubig erklärt und den vier sunnitischen Lehrrichtungen gleichgestellt.
Das heutige Acht-Madhhab-System basiert auf der sogenannten Amman Message des jordanischen Königs Abdullah II. bin al-Hussein. Nach Einholung von Rechtsgutachten verschiedener religiöser Autoritäten, darunter der Scheich der Azhar, Großajatollah Ali as-Sistani und Yusuf al-Qaradawi, berief er im Juli 2005 eine Konferenz in Amman ein, an der 200 Gelehrte aus 50 Ländern teilnahmen. Am Ende der Konferenz wurde die Amman Message verabschiedet, die in ihrem ersten von drei Punkten die Anerkennung der acht Madhāhib enthält. Durch die Annahme der Amman Message auf der Gipfelkonferenz der Organisation der Islamischen Konferenz in Mekka im Dezember 2005 sowie durch die Internationale Islamische Fiqh-Akademie in Dschidda im Juni 2006 hat die Anerkennung der acht Madhāhib jetzt offiziellen Charakter.

## Belege
1. ↑  Vgl. Qabeelat Hosnah: Fiqh of Salah. 2009, S. 31. Online-Ressource Digitalisat
2. ↑  Ibn Kathīr: Tafsīr. Online-Version der engl. Übersetzung.
3. ↑  Yasin Dutton: “ʿAmal v Ḥadīth in Islamic Law. The Case of Sadl Al-Yadayn (Holding One’s Hands by One’s Sides) When Doing the Prayer.” in Islamic Law and Society 3/1 (1996) 13–40. Hier S. 16.
4. ↑  al-Ǧazīrī: Islamic Jurisprudence. 2009, S. 421.
5. ↑  Kevin Reinhart: "Ritual Action and Practical Action: The Incomprehensibility of Muslim Devotional Action" in Kevin Reinhart u. a. (Hrsg.): Islamic law in theory: studies on jurisprudence in honor of Bernard Weiss. Brill, Leiden, 2014. S. 55–103. Hier S. 89f.
6. ↑  Vgl. den Artikel von Kinberg
7. ↑  Vgl. Patrick Franke: Begegnung mit Khidr. Quellenstudien zum Imaginären im traditionellen Islam. Beirut/Stuttgart 2000. S. 298–300.
8. ↑  Vgl. Ignaz Goldziher: Die Ẓāhiriten. Ihr Lehrsystem und ihre Geschichte. Leipzig 1884. S. 173–175.
9. ↑  Vgl. zu ihm G. Makdisi: Art. "Ibn Hubayra" in Encyclopaedia of Islam. Second Edition. Bd. III. S. 802.
10. ↑  Vgl. die deutsche Übertragung seines Reiseberichtes von Regina Günther mit dem Titel Tagebuch eines Mekkapilgers. Stuttgart 1985. S. 70f.
11. ↑  Vgl. Jonathan Berkey: The Transmission of Knowledge in Medieval Cairo. A Social History of Islamic Education. New Jersey 1989. S. 48.
12. ↑  Vgl. Joseph H. Escovitz: The Establishment of Four Chief Judgeships in the Mamlūk Empire. In Journal of the American Oriental Society 102/3 (1982) 529-531 und Jorgen S. Nielsen: Sultan al-Ẓāhir Baybars and the Appointment of Four Chief Qāḍīs, 663/1265. In Studia Islamica 60 (1984) 167-176.
13. ↑  Vgl. Rafiuddin Ahmed: The Bengal Muslims 1871–1906. A Quest for Identity. New Delhi: Oxford University Press 1981. S. 75–78.
14. ↑  Vgl. dazu Sufia M. Uddin: Constructing Bangladesh. Religion, Ethnicity, and Language in an Islamic Nation. Chapel Hill 2006. S. 80f.
15. ↑  Vgl. Rainer Brunner: Annäherung und Distanz. Schia, Azhar und die islamische Ökumene im 20. Jahrhundert. Berlin 1996. S. 20–23.
16. ↑  Vgl. Brunner 215.
17. ↑  ammanmessage.com: The Three Points of The Amman Message V.1, Aufzählung der acht Madhāhib
18. ↑  Vgl. den Beschluss 152 (17/1) Qarār bi-šaʾn al-islām wa-l-umma al-wāḥida wa-l-maḏāhib al-ʿaqadīya wa-l-fiqhīya ("Beschluss hinsichtlich des Islams, der einen Umma und der dogmatischen und normenwissenschaftlichen Lehrrichtungen") vom 28. Juni 2006.